# Cyanure d'argent
Le cyanure d'argent est un composé chimique, de formule AgCN, utilisé notamment dans le placage à l'argent.
Certains produits formés à base de cyanures d'argent peuvent présenter des propriétés de luminescence.

## Structure

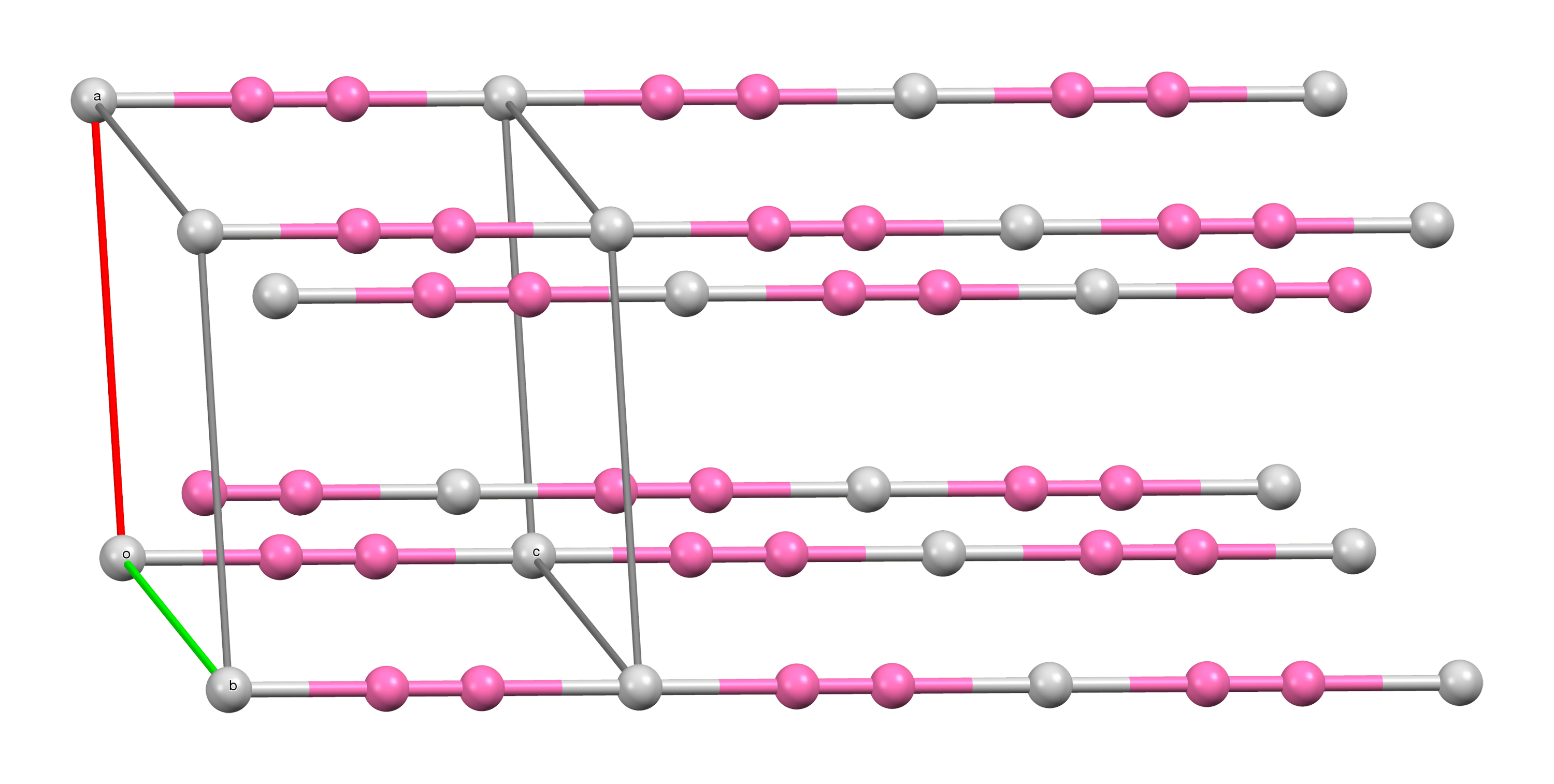

La structure du cyanure d’argent se compose de chaînes -[Ag-CN]- dans lesquelles les ions Ag+ linéaires de coordinence deux sont pontés par les ions cyanure, typiques de l’argent(I) et des autres ions d10. Il s’agit du même mode de liaison que celui que l’on voit dans le cas plus célèbre du bleu de Prusse. Ces chaînes s’assemblent ensuite de manière hexagonale avec des chaînes adjacentes décalées de +/- 1/3 du paramètre c du réseau. C’est la même structure que celle adoptée par le polymorphe à haute température du cyanure de cuivre(I). Les longueurs de liaison argent-carbone et argent-azote dans AgCN sont toutes deux de ~2,06 Å et les groupes cyanure présentent un désordre tête-queue.